# Vila-seca
|  | Per a altres significats, vegeu «Vila-seca (desambiguació)». |

Vila-seca és una vila i municipi de la comarca del Tarragonès, compresa entre els termes municipals de Tarragona, la Canonja, Reus, Cambrils, Riudoms i Salou. Està composta per tres nuclis urbans: el poble com a tal, la Pineda, a la costa, al costat nord del cap de Salou, i la Plana, en el límit del terme municipal, tocant a Reus.
El nom històric de la vila és el de Vila-seca de Solcina (Vila-seca dels Olzina), però el nom oficial del poble ha quedat simplificat en Vila-seca, recollint el costum popular.
El 30 d'octubre de 1989, el nucli urbà de Salou va segregar-se de Vila-seca per esdevenir un municipi independent. Tot i aquest fet, el municipi es va anomenar oficialment Vila-seca i Salou fins al 1994.

## Geografia
- Llista de topònims de Vila-seca (Muntanyes, serres, collades, indrets, rius, fonts, edificis: cases, masies, esglésies, etc).

És un municipi pla amb una suau inclinació cap a la mar. A l'extrem nord, l'altura màxima de la planúria, constituïda per dipòsits quaternaris, ateny un màxim de seixanta metres d'altitud. Prop de Salou és lleugerament accidentada per la part final de la unitat de relleu que forma, terra endins, el cap de Salou. Localment aquest sector es coneix amb el nom de les Garrigues. Hi afloren calcàries del Secundari i calcarenites del Terciari. A l'est del Racó comença la platja del Racó que en direcció est es transforma després en la platja dels Prats; les dues platges tenen una llargada de 3.510 m, fins a entrar en el terme de Tarragona.
Diversos reguerots i barrancs travessen el municipi i desemboquen a la mar o als espais antigament ocupats per estanys darrere les platges, alguns d'ells a Salou. Cal destacar també la Séquia Major, curs d'aigua artificial que es remunta al 1537, quan es va construir per a drenar els aiguamolls de la Tanca i de les Pinedes. Tot i que ha estat parcialment destruïda a causa de l'ocupació urbana, encara se n'observa un tram als Estanys. Els sòls presenten horitzons càlcics. Són bàsics, amb textura franca i un contingut baix en matèria orgànica i elevat de carbonats. En els sectors plans, conreats majoritàriament, les comunitats vegetals naturals són escasses. Tot i això, hi ha colònies aïllades de pi pinyer al Racó i al Pinar de Perruquet. A la Pineda hi ha encara comunitats vegetals dulciaqüícoles, especialment vora la Séquia Major, als Estanys. En aquesta zona persisteixen els fartets, una comunitat de petits peixos en perill d'extinció en el conjunt dels Països Catalans. Finalment, s'observen comunitats de vegetació halòfila al sector no urbanitzat de la Pineda.
El terme comprèn el poble i cap de municipi de Vila-seca i els barris de la Pineda i de la Plana. Vila-seca gaudeix de bones comunicacions. Destaca la carretera N-340, la C-31B de Tarragona a Salou, la C-14 entre Salou i Reus i la carretera desdoblada de Salou a Port Aventura i Vila-seca. L'autopista AP-7, que passa a tramuntana del poble, enllaça amb les carreteres C-14 i N-340. En l'àmbit local, destaca l'avinguda que comunica Vila-seca amb la Pineda i el cap de Salou, coneguda com a Raval de la Mar i l'avinguda que comunica Vila-seca amb Port Aventura i Salou. El poble de Vila-seca té estació de la línia de ferrocarril Barcelona-Saragossa i Lleida, que passa a llevant del terme. L'any 1994 el terme i el cap municipal passaren a denominar-se Vila-seca, en substitució de Vila-seca de Solcina.

## Història
El territori de Vila-seca ja era poblat en època preromana. Han estat trobades abundants restes romanes (sarcòfags, monedes, fragments d'estàtues, eines, àmfores, làpides i mosaics, com el Mosaic dels Peixos, peça romana de gran valor artístic i que absolutament pertany al patrimoni cultural de Vila-seca, conservat ara, al Museu Nacional Arqueològic de Tarragona. La colonització cristiana de Vila-seca es pot situar entre el 1162 i el 1168 gràcies a la donació feta pel rei Alfons I, l'arquebisbe Bernat Tort i Guillem d'Aguiló a favor del cavaller Ramon d'Olzina. Pere I confirmà aquesta donació l'any 1208 als fills de Ramon d'Olzina.

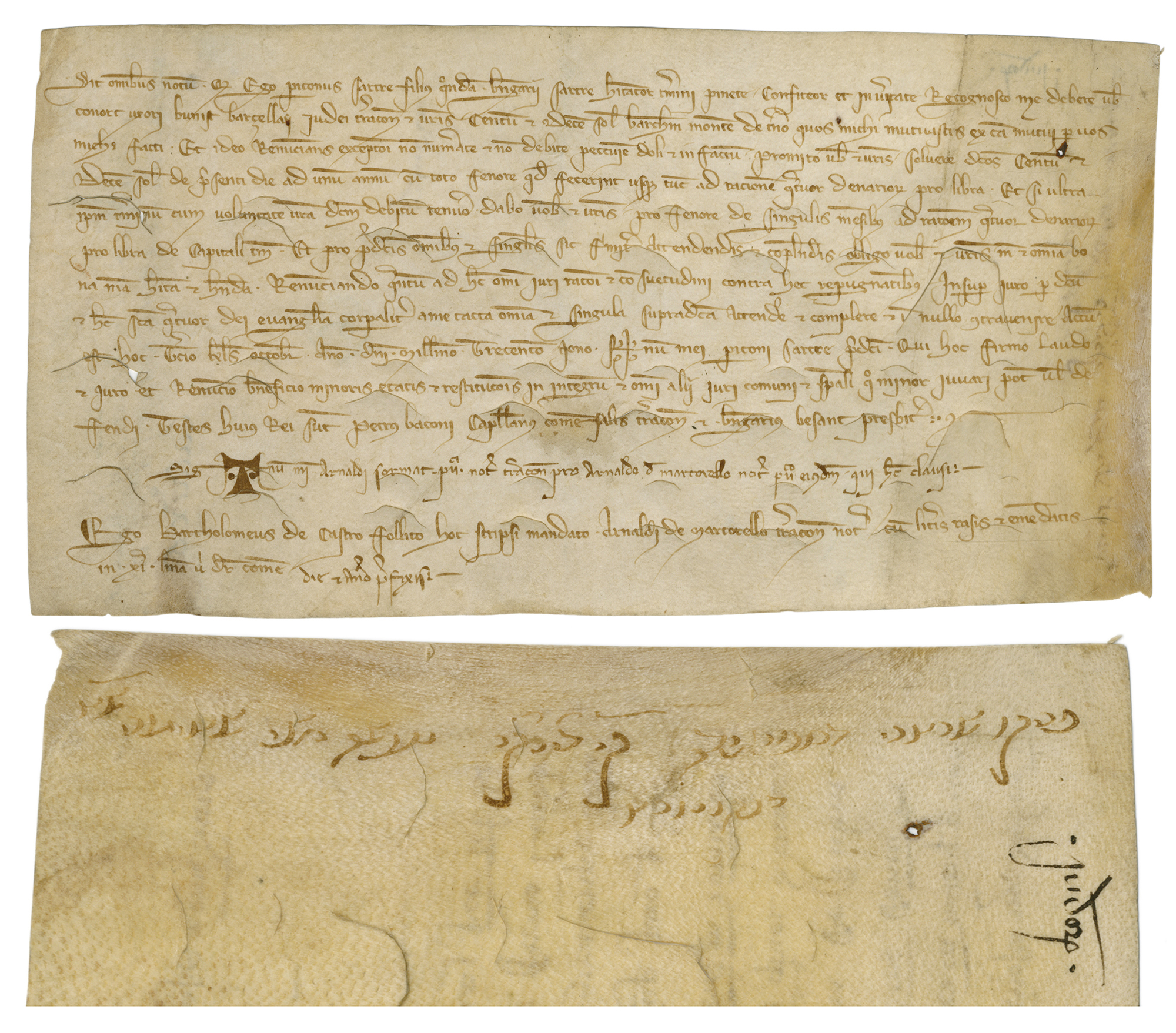
Pergamí aljamiat amb talls de cancelació. Obligació firmada per Pericó Sartre, fill de Berenguer Sartre, difunt, del terme de la Pineda, de cent deu sous barcelonesos, moneda de tern, a favor de Conort, esposa de Bunist Barçelay, jueu de Tarragona, a 3 calendes d’octubre de l’any 1309

L'antic territori i terme de la Pineda fou adquirit, l'any 1211, per l'Església de Tarragona. El 1245 quedà assignat a la pabordia tarragonina. Amb motiu del bescanvi de possessions que l'any 1391 feren el rei Joan I i l'arquebisbe Ènnec de Vallterra, la Pineda va passar a la jurisdicció arquebisbal. El delme de la Pineda fou assignat a la cambreria i destinat a la manutenció dels canonges. El territori de la Pineda era considerable: abastava des de l'actual carretera de València fins a la mar i de la séquia de Riuclar, prop del Francolí, a l'ermita de la Pineda, la qual, justament, fou bastida a la divisòria dels antics termes de la Pineda i Vila-seca de Solcina; comprenia, entre d'altres, el Mas d'en Calbet, el Mas d'en Marc, el Mas d'en Montoliu, el Mas de l'Hospital, el Mas dels Canonges i el Mas d'en Manyer. La Pineda formà part de la Comuna del Camp i al segle xix quedà repartida entre els municipis de Vila-seca, la Canonja i Tarragona.
En plena edat mitjana consta l'existència, al costat de la Vila-seca dels Olzina, d'una altra Vila-seca, anomenada del Comú, feudatària de l'arquebisbe de Tarragona. Vilaseca del Comú ocupava el cor de la vila actual i s'estenia des del Portal de Sant Antoni, pel S, fins al Portal de l'Església, pel N, i de la plaça d'en Magrinyà, per l'E, fins a la plaça de Flix o de Sant Antoni, per l'W. Vila-seca de Solcina era situada on avui comença la vila, si hom ve de la banda de la Canonja i el camí de Bellisens.
El rei Pere III concedí privilegi de franquesa als habitants de Vila-seca del Comú per document datat a Tarragona el 4 de maig de 1370; la concessió motivà qüestions entre els jurats de la vila i els cònsols de Tarragona, disputes que no cessaren fins a l'arbitratge de l'any 1413 fet per l'arquebisbe Pere de Sagarriga. Vila-seca aconseguí l'any 1599 la confirmació per part de Felip III de Castella del vell privilegi del rei Pere i la concessió d'un de nou pels drets de Salou i de Barenys.
El 1437, la senyoria de Vila-seca de Solcina passà a Bernat Saportella. Aquest senyor de Vila-seca fou diputat militar de la Generalitat, el gener del 1463 fugí de Barcelona en una galera i s'instal·là a Tarragona al servei de Joan I. La família Saportella conservà la jurisdicció de Vila-seca de Solcina fins al 1525, que Tadeu de Saportella la vengué a l'arquebisbe Pere de Cardona, senyor de Vila-seca del Comú. Un cop comprada, l'arquebisbe Cardona decretà la unificació de les dues Vila-seca i que prevalgués el nom de Vila-seca de Solcina. La Séquia Major de Vila-seca i els seus canals tributaris foren construïts en 1537 per controlar els nivells freàtics i poder conrear.
Si s'ha de cercar una constant en la història de Vila-seca, aquesta és la defensa del port de Salou. Des de l'edat mitjana fins a la meitat del segle xix, Vila-seca no s'estigué d'acudir a Tarragona, Barcelona, Madrid i fins a Roma per defensar els drets que tenia sobre el port de Salou, el qual, a més de la vàlua militar, tenia una gran importància comercial i constituïa una font d'ingressos molt remarcable. Cal tenir en compte que Salou era per a Vila-seca, i per a molts pobles del Camp de Tarragona, el port natural del Camp; per això quan Ferran II, a petició dels tarragonins, prohibí l'ús del port de Salou, la Comuna del Camp va boicotejar el de Tarragona i construí la xarxa de camins que posa els pobles del Camp en comunicació amb el port vila-secà, la qual cosa li permeté de convertir-se, durant el segle xviii, en la porta comercial del corregiment de Tarragona. Els pirates sarraïns constituïren per a les poblacions del terme de Vila-seca un autèntic flagell. Abans de la conquesta de les Illes els atacs provenien dels mallorquins, després els depredadors foren els algerins i els turcs. Vila-seca es protegí d'aquestes incursions emprant dos rengles de muralles i torres de guaita i defensa.
La guerra dels Segadors fou molt dolorosa per a Vila-seca. Les tropes de Felip IV de Castella, comandades pel marquès de Los Vélez, ocuparen la població i passaren per les armes els seus defensors. L'església parroquial i la casa comunal foren incendiades. Com que l'ocupació de la vila durant la guerra dels Segadors havia malmès una de les dues esglésies de Vila-seca i l'altra era molt antiga, els vila-secans decidiren d'engrandir l'església de Sant Esteve alhora que li canviaven l'orientació; per contribuir a les despeses de les obres s'enderrocà l'antiga església de Vila-seca de Solcina, dedicada a sant Joan, i es vengué el solar que en resultà.
Durant el darrer terç del segle xvii i fins a l'any 1784, foren constants els plets entre l'arquebisbe de Tarragona, Vila-seca i els comerciants de Reus a causa dels drets fiscals pertanyents a la mitra i que l'ajuntament de Vila-seca tenia en arrendament, ja que l'actiu moviment comercial posava en joc sumes considerables de diners. L'esplendor del port de Salou començà a apagar-se a l'acabament del segle xviii a causa de la construcció de les noves instal·lacions portuàries de Tarragona. El port quedà totalment suprimit a mitjan segle xix i els seus edificis foren venuts en la desamortització del Bienni Progressista.
La Guerra del Francès comportà greus pèrdues en vides i propietats i la desaparició del tresor de l'església parroquial. Un cop foragitats els francesos, el malestar de la població continuà, ja que les lluites entre absolutistes i liberals i també la Primera Guerra Carlina n'impediren la total recuperació.
La venda de terres desamortitzades a Vila-seca representà el 27% del total de les propietats agràries incorporades a l'estat l'any 1835. Provenien dels preveres de la catedral i dels de Sant Miquel del Pla, tots de Tarragona. A més de les propietats agràries, foren alienades una casa, antiga possessió de l'ardiaca de Vila-seca a la plaça de Manyà, i una era amb pallissa del capítol catedralici.
Entre els esdeveniments del segle xix sobresurten la construcció de la casa de la vila l'any 1847, la inauguració del ferrocarril de Lleida a Reus i Tarragona, que dotà a la vila d'estació l'any 1856, i la del tramvia de Reus a Salou, inaugurat l'any 1887.
La milícia ciutadana de Vila-seca, juntament amb la d'altres pobles del Camp, s'alçà en armes a causa de les mesures antirepublicanes dictades pel govern de Madrid després de l'assassinat a Tarragona, el 20 de setembre de 1869, del secretari del govern civil, en funcions de governador, durant la visita a la capital del general republicà Pierrad. Els milicians vila-secans foren reduïts a Cornudella per les forces comandades pel general Gabriel Baldrich.
L'època republicana va ser inestable i culminà en l'esclat de la guerra civil de 1936-39, que provocà la mort de més de setanta joves en el front. L'any 1959 un conflicte inicialment anecdòtic, conegut popularment com la guerra dels metges perquè un antic metge del poble s'oposava a la vinguda d'un altre, va trasbalsar la vida quotidiana del poble.
Superada la fase d'expansió econòmica dels anys seixanta i setanta i la crisi del començament dels vuitanta, l'any 1989 va estar marcat per dos esdeveniments sorprenents: d'una banda, l'adjudicació a l'empresa Anheuser Busch Companies, Inc. del concurs d'instal·lació d'un Centre Recreatiu Turístic de 833 ha a l'encara municipi de Vila-seca i Salou, és a dir, de Port Aventura i, de l'altra, la segregació del nucli turístic de Salou.

## Administració
| Període     | Alcalde o alcaldessa                        | Partit polític | Data de possessió | Observacions |
| ----------- | ------------------------------------------- | -------------- | ----------------- | ------------ |
| 1979–1983   | Joan Clavé i Morell                         | PSC            | 19/04/1979        | --           |
| 1983–1987   | Joan Maria Pujals i Vallvé                  | CIU            | 28/05/1983        | --           |
| 1987–1991   | Joan M. Pujals Vallvé                       | CIU            | 30/06/1987        | --           |
| 1991–1995   | Joan M. Pujals Vallvé / Josep Poblet i Tous | CIU            | 15/06/1991        | --           |
| 1995–1999   | Josep Poblet i Tous                         | CIU            | 17/06/1995        | --           |
| 1999–2003   | Josep Poblet i Tous                         | CIU            | 03/07/1999        | --           |
| 2003–2007   | Josep Poblet i Tous                         | CIU            | 14/06/2003        | --           |
| 2007–2011   | Josep Poblet i Tous                         | CIU            | 16/06/2007        | --           |
| 2011–2015   | Josep Poblet i Tous                         | CIU            | 11/06/2011        | --           |
| 2015–2019   | Josep Poblet i Tous                         | CIU            | 13/06/2015        | --           |
| 2019-2023   | Pere Segura i Xatruch                       | Junts          | 15/06/2019        | --           |
| Des de 2023 | Pere Segura i Xatruch                       | Junts          | 17/06/2023        | --           |

### Eleccions municipals
Nombre de regidors per partit
| Junts-CM | -      | -      | -  | -  | -  | -      | -      | -      | -  | -      | 8      | 13     |
| PSC | 6      | 7      | 6  | 5  | 4  | 3      | 4      | 5      | 4  | 2      | 2      | 3      |
| PP | -      | 1      | 1  | 0  | 1  | 1      | 1      | 1      | 2  | 1      | 0      | 0      |
| ERC | -      | 0      | -  | 0  | 1  | -      | 0      | 0      | 0  | 2      | 3      | 1      |
| ECP | -      | -      | -  | -  | 1  | 1      | 0      | 0      | 0  | 0      | 3      | 2      |
| C's | -      | -      | -  | -  | -  | -      | -      | 0      | 0  | 3      | 5      | 0      |
| UCD | 3      | -      | -  | -  | -  | -      | -      | -      | -  | -      | -      | -      |
| CUP | -      | -      | -  | -  | -  | -      | -      | -      | -  | -      | -      | 0      |
| VOX | -      | -      | -  | -  | -  | -      | -      | -      | -  | -      | -      | 2      |
| PSUC | 3      | 1      | -  | 0  | -  | -      | -      | -      | -  | -      | -      | -      |
| CiU | 5      | 4      | 10 | 12 | 10 | 12     | 12     | 11     | 15 | 11     | -      | -      |
| Altres | 0a; 0b | 4c; 0d | 0e | -  | 0f | 0g; 0h | 0i; 0j | 0i; 0j | 0k | 2l; 0m | 0n; 0o | 0p; 0q |
| Total | 17     | 17     | 17 | 17 | 17 | 17     | 17     | 17     | 21 | 21     | 21     | 21     |
| a Organización Revolucionaria de Trabajadores; b Candidatura Independent Acción Cívica Independiente; c A.E. Candidatura Independent Pro Salou; d Moviment Comunista de Catalunya; e CDS; f Plataforma de los Independientes de España; g EUiA; h Unió Democràtica Federal; i Alternativa por Vila-seca; j Independents per Vila-seca - FIC; k Alianza Nacional; l A. E. Vila-seca En Comú; m Construyendo la Izquierda - Alternativa Socialista; n Tot per Vila-seca - Centrats; o Tercera Edad en Acción; p Valents; q Ara Pacte Local |        |        |    |    |    |        |        |        |    |        |        |        |

## Població i l'economia
Les primeres dades sobre la població (vila-secans) es remunten als fogatjaments i repartiments del segle xiv que donaren per als llocs del municipi vila-secà els següents resultats: el fogatge del 1378 donava 25 focs a Vila-seca de Solcina i 30 a Vila-seca del Comú, mentre que el terme de la Pineda registrava 3 focs en el fogatge de la Comuna de l'any 1392. Les pèrdues de població a causa de les epidèmies del segle xiv encara eren perceptibles en el fogatjament del 1413, en el qual Vila-seca de Solcina tenia 23 focs i Vila-seca del Comú 34 focs, és a dir, juntes aplegaven 57 focs, elevats a 74 en el fogatge del 1553. L'any 1718 el municipi aplegava un total de 234 veïns, dels quals 220 vivien a Vila-seca, 12 a la Pineda i 2 al Mas de l'Abat. L'any 1763 havia experimentat un guany de 83 veïns, vuitanta dels quals corresponien a Vila-seca i la resta a la Pineda. El progrés demogràfic del municipi entre el 1763 i el 1773 fou considerable: 71 veïns; el guany correspongué exclusivament a Vila-seca, perquè la Pineda perdé quatre veïns i el Mas de l'Abat figura en la relació sense cap habitant. El cens de Floridablanca (1787) assignava a Vila-seca 2.820 h. Durant tota la segona meitat del segle xix el municipi mantingué una població superior als tres milers d'habitants, amb un màxim de 3.413 el 1857. Les cinc primeres dècades del segle xx registraren xifres de població un xic inferiors a les del segle xix, però es mantingueren superiors als 3.000 h amb l'excepció de l'any 1910, que solament tingué 2.996 h. A partir de la dècada de 1960 la població augmentà notablement, amb petites oscil·lacions. L'any 1970 hom comptabilitzà 8.947 h i el 1981 la xifra es duplicà amb 16 426 h, màxim de població del segle xx. El 1991 el nombre d'habitants disminuí a 11.528, fet que es justifica amb la desagregació de Salou, el 1989. El 2001 tornava a créixer amb 13.420 h i el 2005 s'arribà a 15.875 h.
La transformació de la base econòmica del municipi a partir de la dècada de 1970 ha tingut conseqüències significatives sobre l'agricultura. Aquest sector s'ha convertit en un recurs gairebé testimonial. La fugida d'actius, l'envelliment dels que s'hi dediquen i l'increment de l'agricultura a temps parcial en són els trets característics. Aquesta dinàmica ha tingut dues conseqüències: la disminució de la superfície conreada i l'increment de la superfície de regadiu. Els principals conreus són les oliveres, els garrofers, els fruiters de fruita seca (sobretot l'avellaner), els cereals blat,(civada i ordi) i les hortalisses. La vinya patí un retrocés clar durant la dècada de 1980 i posteriorment ha adquirit un caràcter residual. Quant a la ramaderia, hom cria principalment aviram, bestiar oví i conills. Hi ha el Celler de la Cooperativa Agrícola (1917) on hom hi podia comprar vi. Aquest edifici ha passat a ser propietat municipall que se'n diu El Celler, i l'any 2023 s'ha remodelat i convertit en una sala polivalent.
La constitució d'un nucli petroquímic a partir de la dècada de 1960 a ponent de la ciutat de Tarragona ha estat bàsic per a l'actual industrialització de Vila-seca, que es fonamenta en el sector químic i en el del metall. Concretament en 1963 s'instal·la Schwartz-Hautmont, especialitzada en grans estructures metàl·liques i caldereria. També destaquen les manufactures, l'alimentació, la fusteria i algunes empreses del sector energètic. Unes 120 ha, de les quals només 24 estan ocupades, formen part del polígon sud del complex petroleoquímic de l'àrea de Tarragona. L'any 1969 s'hi va instal·lar l'empresa Energia e Industrias Aragonesas, que va preparar l'arribada d'Aiscondel (abans Monsanto) l'any 1970 i Bayer Hispania Industrial l'any 1971. El 1972 va iniciar la seva producció l'empresa de gasos Carburos Messer. També Hoechst té instal·lacions en aquest sector, però cap planta productora. Després del 1975 no s'ha instal·lat cap altra empresa petroleoquímica a Vila-seca. Paral·lelament, s'han situat empreses petites i mitjanes en el polígon comprès entre el ferrocarril, el nucli urbà de Vila-seca i la carretera N-340.
Dues activitats més tenen una notable presència, la construcció i els serveis vinculats al comerç i al turisme. La construcció s'ha vist potenciada per l'intens aprofitament turístic a què s'ha sotmès la Pineda i, especialment, l'actual municipi de Salou. Cal no oblidar, això no obstant, factors com la immigració i el creixement industrial que, especialment durant la dècada de 1960 i al començament dels anys 70, van estimular intensament el sector.
En l'àmbit comercial cal destacar la presència d'empreses majoristes de productes alimentaris i d'empreses dedicades a les activitats immobiliàries i turístiques. El comerç al detall, ben diversificat, satisfà les necessitats locals bàsiques. El dijous hi té lloc el mercat setmanal.
El turisme fonamenta l'activitat econòmica de la Pineda. Hom disposa d'una àmplia oferta hotelera. Tanmateix, la proximitat amb el complex petroleoquímic de Tarragona va estroncar les inversions a partir de la dècada de 1970. Des del 1987, però, diverses actuacions públiques feren possible la regeneració de la platja i facilitaren la instal·lació del parc aquàtic Aquòpolis. El 1992 s'iniciaven les obres del parc d'atraccions Universal Studios Port Aventura, culminat el 1995, completant aquest procés de revitalització. El parc està ubicat també dins el terme de Salou, i el 2012 es va presentar el projecte Barcelona World per completar el complex d'oci temàtic i familiar, amb una inversió de 5.000 milions al terreny ja reservat.
Quant a sanitat, hom disposa d'un centre d'atenció primària (CAP). Pel que fa a l'ensenyament, l'oferta bàsica es completa amb la possibilitat de cursar estudis de batxillerat i cicles formatius. L'any 1975 es va crear l'Escola Municipal de Música de Vilaseca, que organitza cada any el Festival de Música de Primavera i que el 1979 es va convertir en el Conservatori de Grau Mitjà de Música.

### Demografia
| Entitat de població | Habitants (2024) |
| Vila-seca           | 19.050           |
| la Pineda           | 4.204            |
| la Plana            | 807              |
| Font: Idescat       |                  |

| 1497 f | 1515 f | 1553 f | 1717 | 1787  | 1857  | 1877  | 1887  | 1900  | 1910  |
| ------ | ------ | ------ | ---- | ----- | ----- | ----- | ----- | ----- | ----- |
| 47     | 76     | 74     | 602  | 2.815 | 3.413 | 3.249 | 3.340 | 3.101 | 2.996 |

| 1920  | 1930  | 1940  | 1950  | 1960  | 1970  | 1981   | 1990   | 1992   | 1994   |
| ----- | ----- | ----- | ----- | ----- | ----- | ------ | ------ | ------ | ------ |
| 3.042 | 3.092 | 3.251 | 3.080 | 3.976 | 9.161 | 16.420 | 19.729 | 11.743 | 11.743 |

| 1996   | 1998   | 2000   | 2002   | 2004   | 2006   | 2008   | 2010   | 2012   | 2014   |
| ------ | ------ | ------ | ------ | ------ | ------ | ------ | ------ | ------ | ------ |
| 12.124 | 12.498 | 13.133 | 13.927 | 14.998 | 17.305 | 20.039 | 21.373 | 22.052 | 21.923 |

| 2016   | 2018   | 2020   | 2022   | 2024   | 2026 | 2028 | 2030 | 2032 | 2034 |
| ------ | ------ | ------ | ------ | ------ | ---- | ---- | ---- | ---- | ---- |
| 21.935 | 22.107 | 22.555 | 22.681 | 23.826 | -    | -    | -    | -    | -    |

## Poble de Vila-seca

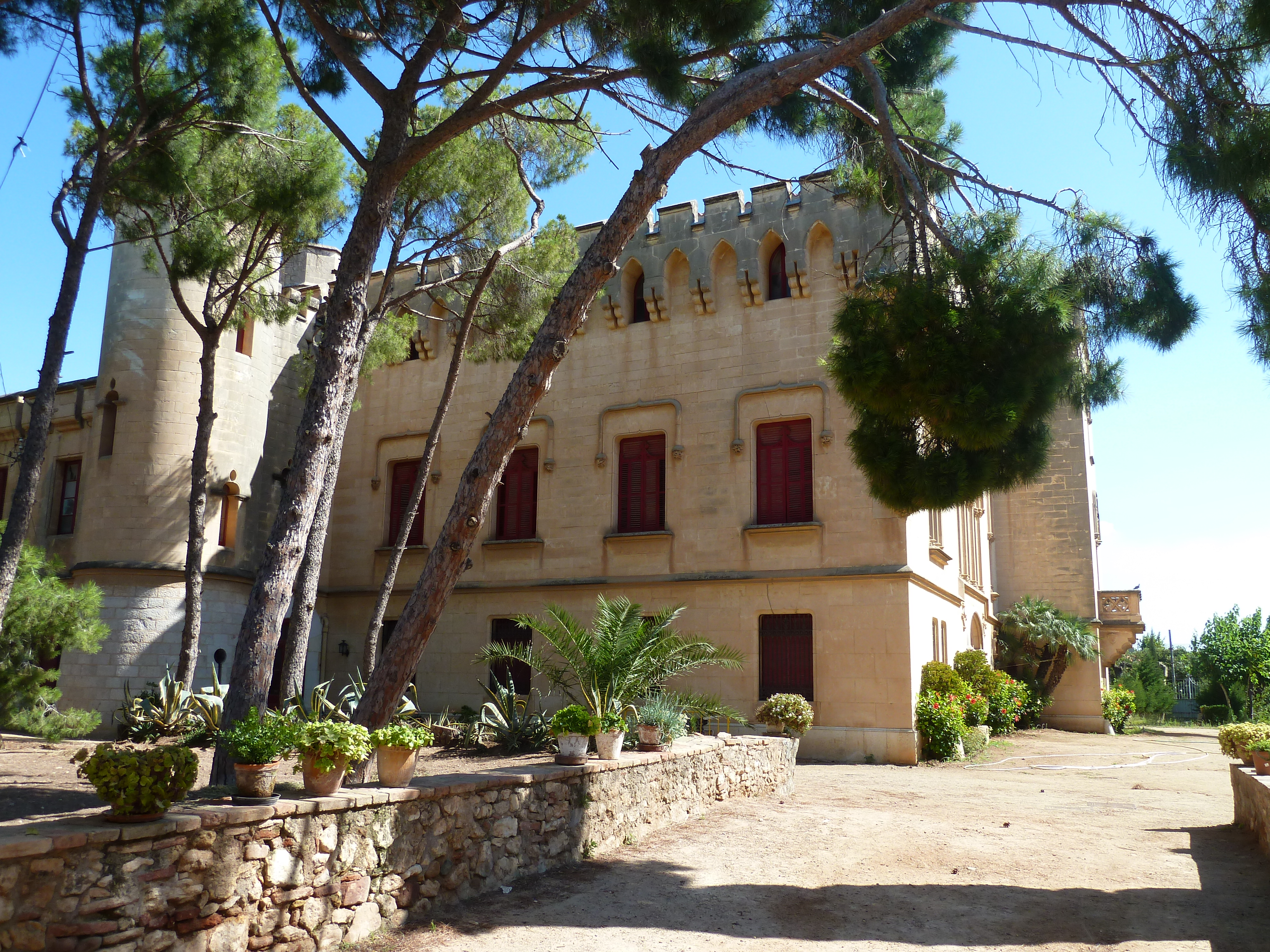
Castell de Vila-seca de Solcina

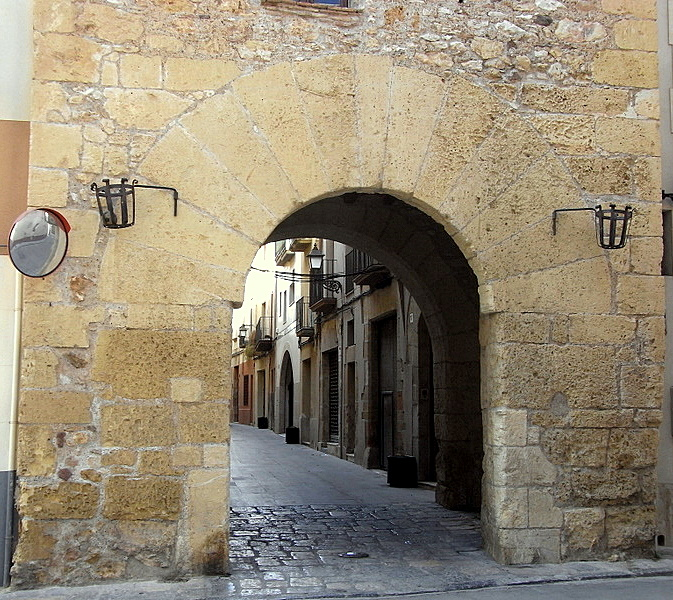
Portal de Sant Antoni

Vila-seca (45 m i 14 299 h el 2006) conserva restes de les antigues fortificacions, el castell i l'església parroquial. L'element més important de les antigues muralles és el Portal de Sant Antoni, que resten dins el nucli urbà. Destaquen les dovelles de l'arc de la porta i de la torre encara es conserva la barbacana. El castell de Vila-seca de Solcina, que figura en documents del segle xv, és un dels edificis més significatius del municipi. Al començament del segle xviii l'holandès Joan Kies el comprà a l'arquebisbe de Tarragona. El nou propietari va fer enderrocar la construcció antiga, menys la torre mestra, i al seu lloc alçà una edificació que recordava les cases holandeses de pagès. Antoni Kies i Muñoz vengué la mansió l'any 1899 a Isidre de Sicart i Torrents. Els Sicart remodelaren l'edifici i li donaren l'aspecte modernista actual. Actualment, el Castell de Vila-seca és de propietat municipal i s'hi celebren exposicions, presentacions de llibres, actes folklòrics, etc.
L'església de Sant Esteve és d'una sola nau i pertany a un estil de transició entre el gòtic i el renaixentista. El campanar, de planta rectangular, és cobert per un terrat i té sis finestrals; fou erigit l'any 1605. Al seu costat hi ha la Capella Fonda o del Santíssim, afegida al cos de l'església vers el 1880. La façana del temple és senzilla, amb la porta d'entrada coronada per un timpà damunt el qual hi ha una rosassa força remarcable.
El nucli de Vila-seca té un teixit compacte. El seu origen es remunta al segle xii, temps en què era sota dues jurisdiccions, l'eclesiàstica i la senyorial. Al segle xviii es va expandir extramurs. La segona etapa d'expansió, amb resultats menys homogenis, es va iniciar a partir de la dècada de 1960.
Diverses associacions donen dinamisme a la vida cultural del municipi. El Fènix (1875), el Centre Catòlic (1893), l'Ateneu Pi i Margall (1929) i Las Vegas (1959), amb diferents seccions cadascuna, són les quatre entitats recreatives que gaudeixen d'una major tradició. L'Agrupació Cultural de Vila-seca, fundada l'any 1971, organitzada també en seccions, satisfà una part dels interessos culturals. La Secció de Lletres fins ara ha editat una trentena de llibres d'interès local. El 2002 s'inaugurà l'Auditori Josep Carreras. L'Arxiu Històric Municipal i l'Arxiu Parroquial completen la infraestructura cultural. Els Amics del Teatre de Vila-seca és una associació que organitza cada any un cicle de mitja dotzena de representacions teatrals que habitualment tenen lloc al teatre del Centre Catòlic.
El dia 17 de gener se celebra la festa de Sant Antoni Abat, amb la benedicció d'animals, la desfilada de carreteles i el Cós. En aquesta dia, any rere any ha estat major el pes dels cavalls. Vila-seca té una forta tradició eqüestre que és palpable en les seves festes. Així, a la festa de Sant Antoni Abat el tradicional Cós de Sant Antoni de Vila-seca és un dels elements clau, a la vegada que Element Festiu Patrimonial d'Interès Nacional. També gaudeixen de protagonisme les entitats del poble, en el Seguici Tradicional o la Festa del Foc. El 20 de gener del 2019 s'ha presentat un nou element del seguici festiu de la localitat, el Cavall Alat. La Festa Major dedicada a Sant Esteve Protomàrtir, s'escau el 3 d'agost. Durant els segles xviii i xix, el dia de la Festa Major, es representava el Ball de Sant Esteve. L'any 1965, aquest ball parlat propi de Vila-seca, que no havia estat representat des del segle anterior, es va tornar a representar en públic, amb la participació de l'Esbart Sant Esteve. El 2018 l'Agrupació Cultural ha recuperat aquest ball parlat i s'ha representat a càrrec del grup de teatre La Tramoia a la plaça de l'Església el dia 3 d'agost i existeix el propòsit de interpretar-lo cada any. L'any 1975 es va crear l'Esbart Dansaire Ramon d'Olzina. Grups de geganters, castellers, Trabucaires del Comú, grallers i diables animen també les festes locals. També té lloc el Festival de la Música, de març a juny, i la FiM Fira de Música al Carrer de Vila-seca (1999), el primer cap de setmana de maig, ja no celebrada l'any 2016 i recuperada l'any 2021. Des del 1999, per Nadal, es fa una exposició de pessebres de sorra a la platja de la Pineda. Són figures de sorra de 3 m d'alçada construïdes per artistes internacionals. Altres festivitats com ara el Pallassòdrom (en el marc de la festa major d'hivern), el Festival de Màgia de Vila-seca (al març) o altres festes nacionals i/o tradicionals (Sant Jordi, 11 de setembre, festes de Nadal, Carnestoltes, activitats d'estiu, Home dels Nassos, etc.) tenen lloc al municipi. La Tramoia ( ) és un grup de teatre amb activitat, instal·lat al Centre Catòlic.

## Altres indrets del terme

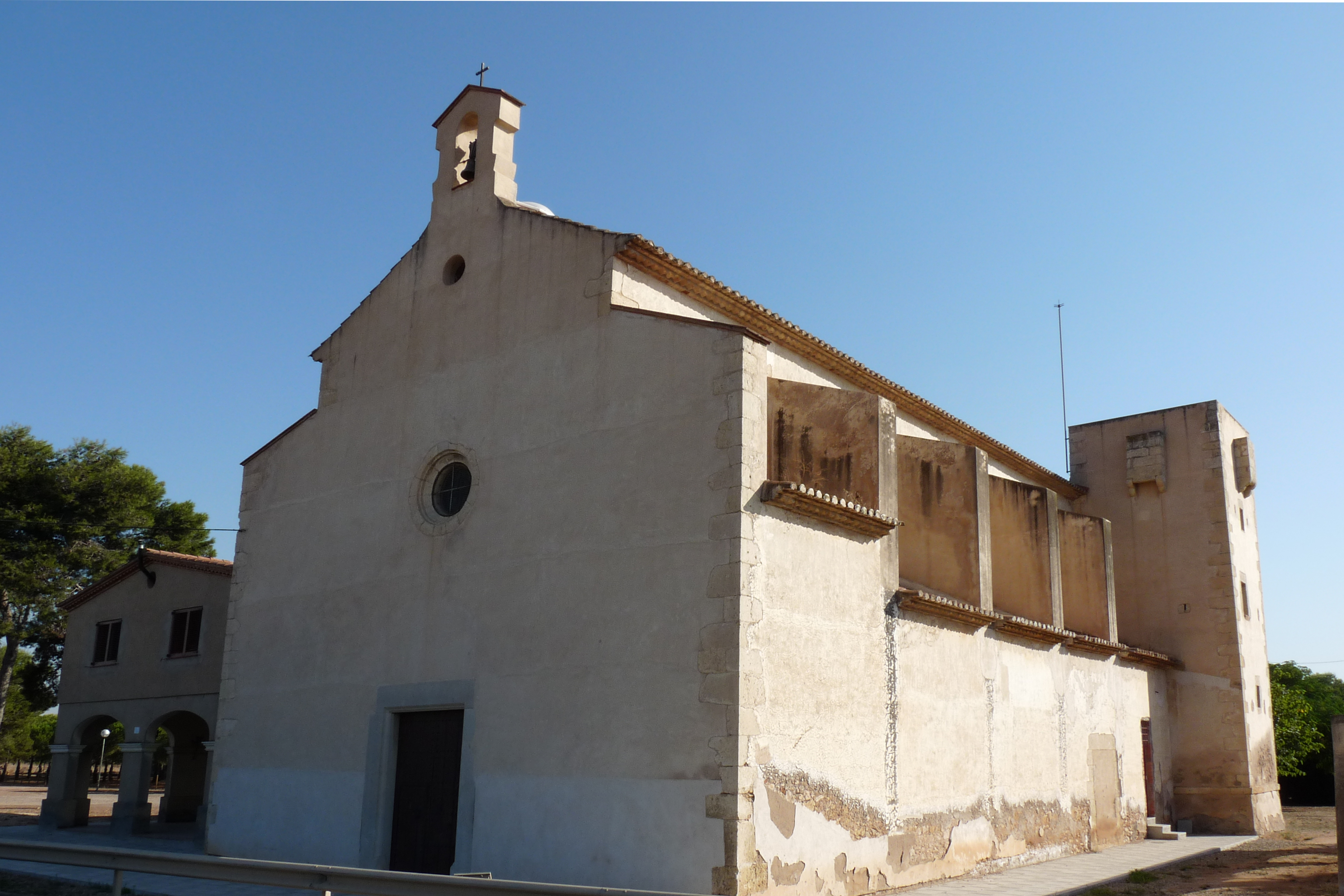
Ermita de la Pineda

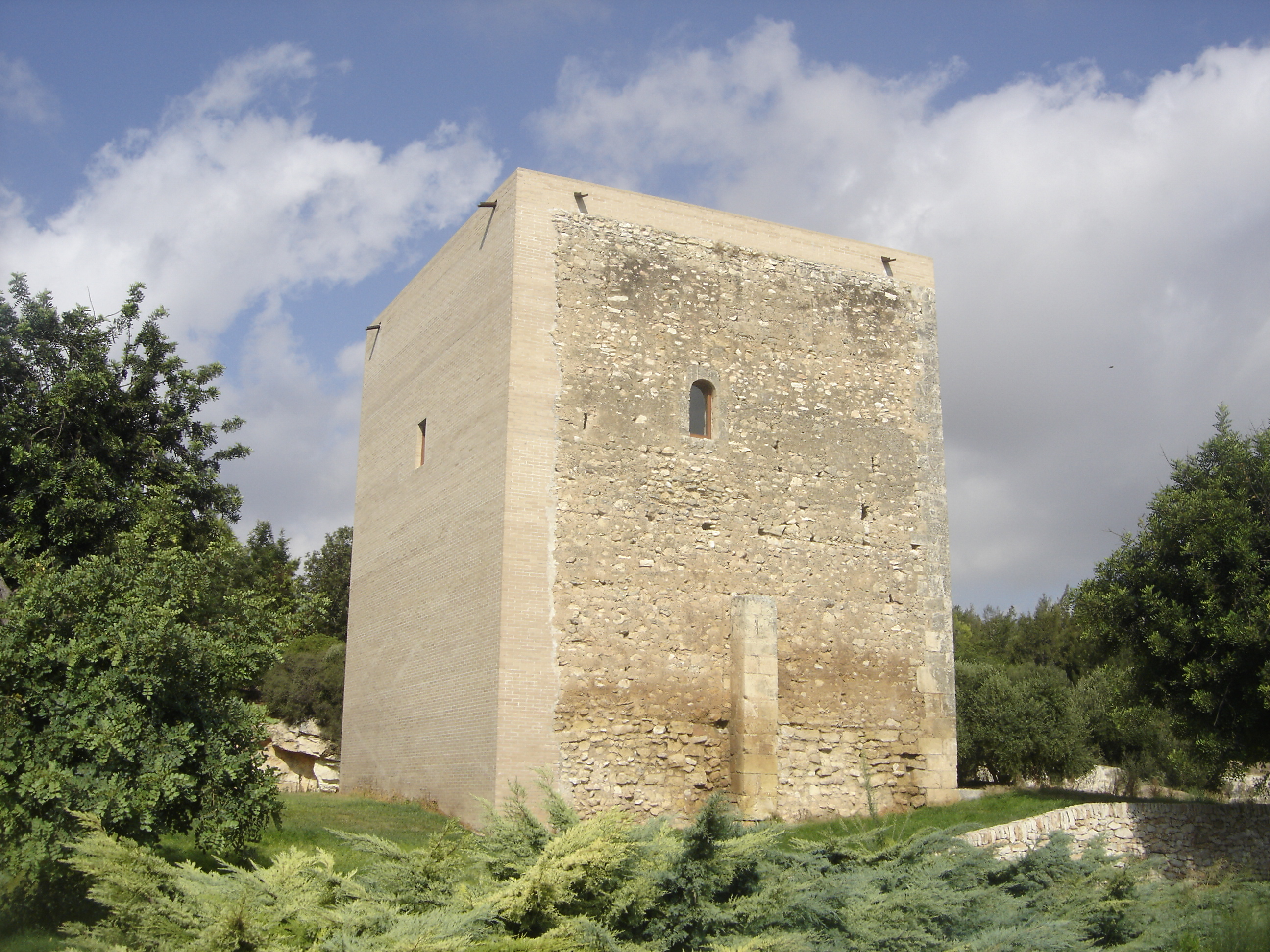
Torre d'en Dolça

Entre els monuments del municipi de Vila-seca destaca el pedró o Piló del Rescat o Piló de Sant Esteve, alçat l'any 1965 en el mateix lloc que el que fou destruït al juliol del 1936. L'actual monument s'alça vora el camí del Racó, en l'indret conegut com la Garriga del Rescat i a uns 2,5 km de Vila-seca; és un monòlit de pedra de soldó de 4 m d'alt, 2 d'ample i uns 80 cm de gruix, dreçat damunt una base de pedra picada i dos graons molt amples; el bloc té diversos elements decoratius i una inscripció. Per arribar al piló hom pot agafar el camí del Racó vers el nord, en l'encreuament que hi ha a l'autovia de Salou a Tarragona, 1 km després de la cruïlla de la Pineda, en direcció a Salou. L'any 2020 va ser traslladat a dins l'àmbit del Parc de la Torre d'en Dolsa, prop del lloc original.
Al sud-est del terme hi ha l'ermita de la Mare de Déu de la Pineda o del Foradet, erigida cap a la segona meitat del segle xiii. El Dilluns de Pasqua se celebra un romiatge, documentat des del segle xviii. L'any 1708, el senyor de la Pineda i sagristà major de la catedral, Joan Martí i Perelló, donà permís a les autoritats de Vila-seca per a restaurar i engrandir el santuari. Les obres començaren el 1712 i restaren enllestides el 1758. Els elements més importants del santuari són la imatge de la Mare de Déu, baix relleu en una placa de pedra, atribuïda a la segona meitat del segle xiv, i la torre medieval de defensa. Al S del santuari s'estén el barri de la Pineda (2 190 h el 2005) que es va originar vers la dècada del 1960 a conseqüència de l'expansió turística i dels processos migratoris. En aquesta època es va originar també el barri de la Plana (559 h el 2005), al N del terme, el límit amb el de Reus, conseqüència de la parcel·lació il·legal de dues finques agrícoles. A la Plana celebren festa per Sant Joan, i a la Pineda, per Sant Jaume.
De les torres i masies disseminades pel terme es destaquen la Torre d'en Dolsa, que fou erigida al segle xii i encara conserva restes importants de murs; el Mas del Gual, que és una masia important i antiga que ha estat ampliada i reformada. La Torre dels Carboners, de planta quadrangular, es localitza molt a prop de l'ermita de la Pineda. Destaca per la inclinació dels seus murs en forma d'un lleuger talús. La Torre de Virgili, ben conservada, es localitza a uns 800 m de la platja, al Prat d'Albinyana, prop del límit amb el municipi de Tarragona; és de planta rectangular i pertany morfològicament als segles XIII o XIV. La Torre de l'ermita de la Pineda adossada a la cara est de l'església. I la Torre Rodona del Mas-de-Ramon, a la partida de Vilagrassa, tocant al terme de Cambrils.
A ponent del municipi hi ha Mascalvó, casal on va néixer Sant Bernat Calvó (1180- Vic, 1234), abat de Santes Creus i bisbe de Vic, que, si bé, administrativament, pertany al terme de Reus, es troba al límit amb el terme Vila-seca, al qual eclesiàsticament hi pertany. Hom hi celebra un romiatge el 25 d'octubre.
La Biblioteca Pública de Vila-seca és una biblioteca pública gestionada per l'Ajuntament, inaugurada l'any 1987. La biblioteca forma part del Sistema de Lectura Pública de Catalunya i està ubicada en una zona molt cèntrica de la vila, al carrer Tarragona, a l'inici de la Rambla. L'edifici de la biblioteca és un edifici de nova construcció dissenyat per l'arquitecte Josep Antoni Llinàs Carmona que ocupa una planta baixa de 650 m² amb un ampli jardí. L'espai està distribuït en diverses zones: àrea d'adults, àrea infantil i juvenil, àrea de revistes i l'espai de petits lectors (adreçat a infants i famílies fins a 3 anys). La secció local té una important col·lecció de materials i actualment s'està treballant en un projecte de digitalització per posar a disposició dels usuaris informació i documents sobre Vila-seca.

## Persones il·lustres
- Lluís Dolsa Ramon (Vila-seca 1850 - Barcelona 1909), metge psiquiatre i regidor de Barcelona.
- Maria Elena Maseras Ribera (Vila-seca 1853 - Maó 1905), metgessa i pedagoga.
- Joan Salvadó Voltas (Vila-seca 1890 -1976), escultor.
- Jordi Sarrà Rabascall (Vila-seca 1935 - Reus 1990), pintor.
- Pere Rovira Planas (1947), poeta, novelista, assagista i traductor.
- Antoni Mas Castelltort (Vila-seca 1949), ferrer i escultor.
- Ramon Farriol Clavé (Vila-seca (1925 - 2016), historiador.
- Xavier Graset Forasté (Vila-seca 1963-), periodista.
- Eduard Xatruch (Vila-seca 1981) xef amb dos estrelles Michelin i propietari dels restaurants Compartir (Cadaqués) i Disfrutar (Barcelona).
- Helena Casas Roigé (Vila-seca 1988), ciclista de pista. Diploma olímpic als Jocs de Rio 2016, subcampiona d'Europa al 2017 i campiona de la Copa del Món 2017 (velocitat per equips), medalla de bronze al Campionat d'Europa 2020 i d'argent a la Copa del Món 2020 (keirin), medalla d'argent a la Copa de les Nacions 2021 (500 metres sortida aturada). 30 vegades campiona d'Espanya absoluta.
- Sant Bernat Calvó (Mascalvó 1180 - Vic1243),abat de Santes Creus i bisbe de Vic. Va néixer a Mascalvó i va ser batejat a la parròquia de Sant Esteve de Vila-seca. Fou monjo cistercenc del Monestir de Santes Creus del qual en fou elegit abat. Després va ser nomenat bisbe de Vic, ciutat allà on hi va morir. Vila-seca posseeix des de 1775 una relíquia del sant i cada any el tercer diumenge d'octubre la població acut en romiatge a Mascalvó.
- Bonanat de Vila-seca (Vila-seca 1253 - Santes Creus 1308), abat de Santes Creus, Monjo cistercenc del Monestir de Santes Creus, del qual en va ser abat. Va crear el mausoleu reial en el que hi reposen les despulles de Pere el Gran. Fou fundador dels monestirs filials de Valldigna, a València i de Santa Maria d'Altofonte, a Sicília.
- Esteve Torrell Cabré (Vila-seca 1761- L'Espluga de Francolí 1841) abat de Poblet. Monjo cistercenc del Monestir de Santa Maria de Poblet, cenobi del qual va ser elegit abat. L'any 1820 el govern va suprimir les comunitats religioses, però tres anys més tard el Pare Torrell fou restituït en el càrrec d'abat. L'any 1835 esdevingué la desamortització de Mendizábal; el monestir fou saltejat i els monjos van haver de fugir. El Pare Torrell va morir en l'exclaustració a l'Espluga de Francolí.
- Joan Ferrando Salvadó (Vila-seca 1808 - Macau 1854) sacerdot a les Filipines. Sacerdot de la comunitat de Pares Dominics que va ser destinat a les Filipines. Allí es va dedicar a l'ensenyament i fou un missioner amb molta empenta. Va morir a la ciutat de Macau, a la Xina.
- Agustí M. Gibert i Oliver (Tarragona 1852 - Tarragona 1928) investigador i metge de Vila-seca. Tot i que va néixer i va morir a Tarragona, el doctor Gibert és un vila-secà molt destacat. Gibert hi va practicar de metge, i quan s'estava al poble, a més a més de la seva professió, es va dedicar a la recerca de la història local, a l'estudi de l'agricultura, a la vetlla permanent de la salut pública de la població, a fer la botànica del terme – va inventariar més de 800 espècies– i també la fauna, amb més de 1300 espècies. Tot això i més figura en la seva obra titulada Topografia Médica de Vilaseca de Solcina, guardonada amb medalla d'or per la Reial Acadèmia de Medicina de Barcelona, l'any 1891. Va ser reedotat em 1977.[17] A més a més d'aquesta, Gibert va publicar una quinzena de llibres i articles. L'Ajuntament de Vila-seca el va nomenar fill adoptiu el 29 d'octubre de 1891.
- Esteve Morell Scott (Melbourne 1870 - Melbourne 1941), alcalde de Melbourne. Esteve Morell Solé és un vila-secà que amb 23 anys va emigrar a Austràlia. S'hi va casar amb Eyde Scott i fruit d'aquest matrimoni, naixia un fill, al qual li posaren el nom d'Esteve. La família sencera va tornar a Vila-seca quan el nen tenia tres anys. Però dotze anys més tard la família de nou va tornar a Austràlia. Esteve Morell Scott es va ser molt actiu a la ciutat de Melbourne. Va ser regidor de l'ajuntament i finalment en va ser nomenat alcalde. En una de les places de la ciutat de Melbourne hi ha un monument en bronze amb el seu bust.[18]